# Basquetebol em cadeira de rodas nos Jogos Paralímpicos de Verão de 2012 - Masculino
O torneio masculino de basquetebol em cadeira de rodas nos Jogos Paralímpicos de Verão de 2012 foi disputado entre os dias 30 de agosto e 8 de setembro na Basketball Arena e na North Greenwich Arena, em Londres.
As doze equipes foram divididos em 2 grupos de 6 equipes cada. As equipes se enfrentam dentro de seus grupos uma única vez. Os 4 primeiros de cada grupo avançam à fase eliminatória.

## Medalhistas
|  | CAN Canadá |  | AUS Austrália |  | USA Estados Unidos |
|  | Dave Durepos Yvon Rouillard Bo Hedges Richard Peter Joey Johnson Adam Lancia Abdi Dini Chad Jassman Patrick Anderson Brandon Wagner Tyler Miller David Eng |  | Justin Eveson Bill Latham Brett Stibners Shaun Norris Michael Hartnett Tristan Knowles Jannik Blair Tige Simmons Grant Mizens Dylan Alcott Nick Taylor Brad Ness |  | Eric Barber Joseph Chambers Jeremy Lade Joshua Turek Trevon Jenifer William Waller Matt Scott Steven Serio Jason Nelms Ian Lynch Paul Schulte Nate Hinze |

## Qualificação
| Competição                                                    | Data                       | Sede                     | Vagas | Classificados                                                                              |
| ------------------------------------------------------------- | -------------------------- | ------------------------ | ----- | ------------------------------------------------------------------------------------------ |
| País-sede                                                     |                            |                          | 1     | GBR Grã-Bretanha                                                                           |
| Campeonato Mundial de basquetebol em cadeira de rodas de 2010 | 5 – 18 de junho de 2010    | Birmingham, Grã-Bretanha | 7     | AUS Austrália ESP Espanha USA Estados Unidos ITA Itália POL Polônia CAN Canadá TUR Turquia |
| Campeonato Europeu IWBF de 2011                               | 8 – 17 de setembro de 2011 | Nazaré, Israel           | 1     | GER Alemanha                                                                               |
| Campeonato Africano IWBF de 2011                              | 10 – 13 de outubro de 2011 | Rabat, Marrocos          | 1     | RSA África do Sul                                                                          |
| Campeonato Ásia/Oceania IWBF de 2011                          | 4 – 11 de novembro de 2011 | Goyang, Coreia do Sul    | 1     | JPN Japão                                                                                  |
| Jogos Parapan-Americanos de 2011                              | 13 – 19 de novembro        | Guadalajara, México      | 1     | COL Colômbia                                                                               |
| Total                                                         |                            |                          | 12    |                                                                                            |

## Primeira fase
Todos as partidas seguem o horário de Londres (UTC+1).

### Grupo A
| Times              | Pts | J | V | D | PF  | PC  | S    |
| ------------------ | --- | - | - | - | --- | --- | ---- |
| AUS Austrália      | 10  | 5 | 5 | 0 | 372 | 259 | +77  |
| TUR Turquia        | 8   | 5 | 3 | 2 | 331 | 302 | +79  |
| USA Estados Unidos | 8   | 5 | 3 | 2 | 330 | 259 | +35  |
| ESP Espanha        | 8   | 5 | 3 | 2 | 322 | 292 | +7   |
| ITA Itália         | 6   | 5 | 1 | 4 | 260 | 309 | −58  |
| RSA África do Sul  | 5   | 5 | 0 | 5 | 204 | 398 | −140 |

|  | Classificados às quartas de final |
|  | Eliminados                        |

| 30 de agosto de 2012 10:45 | Relatório | Estados Unidos USA                             | 50–59 | TUR Turquia                                        |  | Basketball Arena, Londres Árbitros: GBR Chris Gregory |  |
| 30 de agosto de 2012 10:45 | Relatório | Placar por quarto: 13–18, 12–13, 20–11, 5–17   |       |                                                    |  | Basketball Arena, Londres Árbitros: GBR Chris Gregory |  |
| 30 de agosto de 2012 10:45 | Relatório | Pts: Chambers 17 Rbts: Chambers 9 Asts: Lade 4 |       | Pts: Gezinci 15 Rbts: Gezinci 17 Asts: Gürbulak 15 |  | Basketball Arena, Londres Árbitros: GBR Chris Gregory |  |

| 30 de agosto de 2012 10:45 | Relatório | Espanha ESP                                                                        | 67–40 | ITA Itália                                                               |  | North Greenwich Arena, Londres Árbitros: BRA Rui Marques |  |
| 30 de agosto de 2012 10:45 | Relatório | Placar por quarto: 19–12, 20–14, 14–8, 14–6                                        |       |                                                                          |  | North Greenwich Arena, Londres Árbitros: BRA Rui Marques |  |
| 30 de agosto de 2012 10:45 | Relatório | Pts: de Paz Pazo 18 Rbts: Garcia Moreno 11 Asts: de Paz Pazo, Rafael Muinõ Gamez 5 |       | Pts: Raimondi, Cavagnini 8 Rbts: Cavagnini 7 Asts: Raimondi, Moukhariq 3 |  | North Greenwich Arena, Londres Árbitros: BRA Rui Marques |  |

| 30 de agosto de 2012 20:45 | Relatório | Austrália AUS                                        | 93–29 | RSA África do Sul                                   |  | Basketball Arena, Londres Árbitros: NED Saskia Warmerdam |  |
| 30 de agosto de 2012 20:45 | Relatório | Placar por quarto: 27–16, 20–4, 26–10, 20–9          |       |                                                     |  | Basketball Arena, Londres Árbitros: NED Saskia Warmerdam |  |
| 30 de agosto de 2012 20:45 | Relatório | Pts: Eveson 21 Rbts: Eveson 7 Asts: Eveson, Norris 8 |       | Pts: Notje 14 Rbts: Notje 10 Asts: três jogadores 2 |  | Basketball Arena, Londres Árbitros: NED Saskia Warmerdam |  |

| 31 de agosto de 2012 15:15 | Relatório | Itália ITA                                           | 51–77 | USA Estados Unidos                        |  | Basketball Arena, Londres Árbitros: CRO Krunoslav Peić |  |
| 31 de agosto de 2012 15:15 | Relatório | Placar por quarto: 10–13, 20–24, 13–20, 8–20         |       |                                           |  | Basketball Arena, Londres Árbitros: CRO Krunoslav Peić |  |
| 31 de agosto de 2012 15:15 | Relatório | Pts: Moukhariq 13 Rbts: Cavagnini 9 Asts: Raimondi 5 |       | Pts: Nelms 24 Rbts: Hinze 7 Asts: Serio 6 |  | Basketball Arena, Londres Árbitros: CRO Krunoslav Peić |  |

| 31 de agosto de 2012 15:15 | Relatório | África do Sul RSA                                     | 50–74 | ESP Espanha                                                           |  | North Greenwich Arena, Londres Árbitros: COL Karen Molina |  |
| 31 de agosto de 2012 15:15 | Relatório | Placar por quarto: 19–12, 20–14, 14–8, 14–6           |       |                                                                       |  | North Greenwich Arena, Londres Árbitros: COL Karen Molina |  |
| 31 de agosto de 2012 15:15 | Relatório | Pts: Jellows, Notje 11 Rbts: Notje 9 Asts: Papenfus 5 |       | Pts: Zarzuela Beltrán 24 Rbts: Zarzuela Beltrán 8 Asts: Muiño Gamez 7 |  | North Greenwich Arena, Londres Árbitros: COL Karen Molina |  |

| 31 de agosto de 2012 18:30 | Relatório | Turquia TUR                                     | 64–71 | RSA África do Sul                                    |  | Basketball Arena, Londres Árbitros: CAN Sébastien Gauthier |  |
| 31 de agosto de 2012 18:30 | Relatório | Placar por quarto: 15–17, 20–22, 16–16, 13–16   |       |                                                      |  | Basketball Arena, Londres Árbitros: CAN Sébastien Gauthier |  |
| 31 de agosto de 2012 18:30 | Relatório | Pts: Gurbulak 20 Rbts: Gezinci 12 Asts: Dalay 7 |       | Pts: Eveson, Knowles 17 Rbts: Ness 11 Asts: Norris 8 |  | Basketball Arena, Londres Árbitros: CAN Sébastien Gauthier |  |

| 1 de setembro de 2012 10:45 | Relatório | Turquia TUR                                          | 65–60 | ITA Itália                                             |  | Basketball Arena, Londres Árbitros: BRA Gustavo Mathias |  |
| 1 de setembro de 2012 10:45 | Relatório | Placar por quarto: 21–7, 14–7, 11–10, 19–22          |       |                                                        |  | Basketball Arena, Londres Árbitros: BRA Gustavo Mathias |  |
| 1 de setembro de 2012 10:45 | Relatório | Pts: Gurbulak 17 Rbts: Gurbulak 14 Asts: Gurbulak 11 |       | Pts: Cavagnini 25 Rbts: Cavagnini 15 Asts: Moukhariq 5 |  | Basketball Arena, Londres Árbitros: BRA Gustavo Mathias |  |

| 1 de setembro de 2012 13:00 | Relatório | Estados Unidos USA                         | 91–29 | RSA África do Sul                            |  | North Greenwich Arena, Londres Árbitros: MEX Mauro Retiz |  |
| 1 de setembro de 2012 13:00 | Relatório | Placar por quarto: 30–10, 25–4, 17–8, 19–7 |       |                                              |  | North Greenwich Arena, Londres Árbitros: MEX Mauro Retiz |  |
| 1 de setembro de 2012 13:00 | Relatório | Pts: Scott 21 Rbts: Hinze 11 Asts: Lade 5  |       | Pts: Notje 11 Rbts: Notje 7 Asts: Papenfus 5 |  | North Greenwich Arena, Londres Árbitros: MEX Mauro Retiz |  |

| 1 de setembro de 2012 20:45 | Relatório | Austrália AUS                                        | 75–59 | ESP Espanha                                                                    |  | Basketball Arena, Londres Árbitros: FRA Valerie Farrugia |  |
| 1 de setembro de 2012 20:45 | Relatório | Placar por quarto: 20–15, 24–12, 16–23, 15-9         |       |                                                                                |  | Basketball Arena, Londres Árbitros: FRA Valerie Farrugia |  |
| 1 de setembro de 2012 20:45 | Relatório | Pts: Norris 25 Rbts: Eveson, Latham 8 Asts: Eveson 7 |       | Pts: García Pereiro 23 Rbts: García Pereiro 6 Asts: De Paz Pazo, Muiño Gámez 5 |  | Basketball Arena, Londres Árbitros: FRA Valerie Farrugia |  |

| 2 de setembro de 2012 13:00 | Relatório | África do Sul RSA                            | 32–61 | ITA Itália                                             |  | Basketball Arena, Londres Árbitros: JPN Eisuke Kanno |  |
| 2 de setembro de 2012 13:00 | Relatório | Placar por quarto: 12-13, 2-12, 13-12, 5-24  |       |                                                        |  | Basketball Arena, Londres Árbitros: JPN Eisuke Kanno |  |
| 2 de setembro de 2012 13:00 | Relatório | Pts: Nortje 15 Rbts: Mbande 7 Asts: Mbande 3 |       | Pts: Cavagnini 33 Rbts: Cavagnini 17 Asts: Moukhariq 7 |  | Basketball Arena, Londres Árbitros: JPN Eisuke Kanno |  |

| 2 de setembro de 2012 19:00 | Relatório | Austrália AUS                                 | 65–49 | USA Estados Unidos                                       |  | North Greenwich Arena, Londres Árbitros: CAN Sergio Giordano |  |
| 2 de setembro de 2012 19:00 | Relatório | Placar por quarto: 13-12, 14-8, 18-13, 20-16  |       |                                                          |  | North Greenwich Arena, Londres Árbitros: CAN Sergio Giordano |  |
| 2 de setembro de 2012 19:00 | Relatório | Pts: Norris 16 Rbts: Eveson 16 Asts: Eveson 9 |       | Pts: Turek, Nelms 8 Rbts: Jenifer, Scott 7 Asts: Serio 7 |  | North Greenwich Arena, Londres Árbitros: CAN Sergio Giordano |  |

| 2 de setembro de 2012 20:45 | Relatório | Espanha ESP                                                                   | 67–64 | TUR Turquia                                        |  | Basketball Arena, Londres Árbitros: CRO Krunoslav Peić |  |
| 2 de setembro de 2012 20:45 | Relatório | Placar por quarto: 13-14, 14-16, 21-13, 19-21                                 |       |                                                    |  | Basketball Arena, Londres Árbitros: CRO Krunoslav Peić |  |
| 2 de setembro de 2012 20:45 | Relatório | Pts: de Paz Pazo 19 Rbts: de Paz Pazo, Zarzuela Beltrán 7 Asts: de Paz Pazo 8 |       | Pts: Gürbulak 18 Rbts: Gürbulak 9 Asts: Gürbulak 4 |  | Basketball Arena, Londres Árbitros: CRO Krunoslav Peić |  |

| 3 de setembro de 2012 15:15 |                                                         | Itália ITA | 48–68                                                  | AUS Austrália |  | Basketball Arena, Londres Árbitros: NED Saskia Warmerdam |  |
| 3 de setembro de 2012 15:15 | Placar por quarto: 11-15, 10-18, 17-24, 10-11           |            |                                                        |               |  | Basketball Arena, Londres Árbitros: NED Saskia Warmerdam |  |
| 3 de setembro de 2012 15:15 | Pts: Cavagnini 16 Rbts: Pellegrini 12 Asts: Moukhariq 5 |            | Pts: Stibners 17 Rbts: Eveson, Latham 6 Asts: Norris 5 |               |  | Basketball Arena, Londres Árbitros: NED Saskia Warmerdam |  |

| 3 de setembro de 2012 19:00 | Relatório | Turquia TUR                                   | 79–54 | RSA África do Sul                              |  | North Greenwich Arena, Londres Árbitros: ARG Mati Quintana |  |
| 3 de setembro de 2012 19:00 | Relatório | Placar por quarto: 18-10, 16-18, 20-12, 25-14 |       |                                                |  | North Greenwich Arena, Londres Árbitros: ARG Mati Quintana |  |
| 3 de setembro de 2012 19:00 | Relatório | Pts: Gezinci 21 Rbts: Gezinci 9 Asts: Gümüş 5 |       | Pts: Nortje 24 Rbts: Nortje 9 Asts: Papenfus 9 |  | North Greenwich Arena, Londres Árbitros: ARG Mati Quintana |  |

| 3 de setembro de 2012 21:45 | Relatório | Estados Unidos USA                                   | 63–55 | ESP Espanha                                                   |  | North Greenwich Arena, Londres Árbitros: GER Max Kindervater |  |
| 3 de setembro de 2012 21:45 | Relatório | Placar por quarto: 15-14, 19-10, 16-15, 13-16        |       |                                                               |  | North Greenwich Arena, Londres Árbitros: GER Max Kindervater |  |
| 3 de setembro de 2012 21:45 | Relatório | Pts: Nelms 21 Rbts: Jenifer 9 Asts: três jogadores 5 |       | Pts: Muiño Gámez 15 Rbts: Romero Martín 7 Asts: de Paz Pazo 5 |  | North Greenwich Arena, Londres Árbitros: GER Max Kindervater |  |

### Grupo B
| Times            | Pts | J | V | D | PF  | PC  | S   |
| ---------------- | --- | - | - | - | --- | --- | --- |
| CAN Canadá       | 6   | 3 | 3 | 0 | 221 | 172 | +49 |
| GER Alemanha     | 6   | 3 | 3 | 0 | 200 | 167 | +33 |
| POL Polônia      | 5   | 3 | 2 | 1 | 206 | 181 | +25 |
| GBR Grã-Bretanha | 4   | 3 | 1 | 2 | 207 | 188 | +19 |
| JPN Japão        | 3   | 3 | 0 | 3 | 155 | 210 | −55 |
| COL Colômbia     | 3   | 3 | 0 | 3 | 132 | 203 | −71 |

|  | Classificados para as quartas de final |
|  | Eliminados                             |

| 30 de agosto de 2012 13:00 | Relatório | Japão JPN                                        | 53–68 | CAN Canadá                                                 |  | Basketball Arena, Londres Árbitros: ITA Cristian Roja |  |
| 30 de agosto de 2012 13:00 | Relatório | Placar por quarto: 11–16, 10–19, 10–18, 22–15    |       |                                                            |  | Basketball Arena, Londres Árbitros: ITA Cristian Roja |  |
| 30 de agosto de 2012 13:00 | Relatório | Pts: Fujimoto 16 Rbts: Fujimoto 11 Asts: Kozai 5 |       | Pts: Anderson 32 Rbts: Anderson 13 Asts: Peter, Anderson 3 |  | Basketball Arena, Londres Árbitros: ITA Cristian Roja |  |

| 30 de agosto de 2012 15:15 | Relatório | Colômbia COL                                            | 45–63 | POL Polônia                                                         |  | Basketball Arena, Londres Árbitros: AUS Matt Wells |  |
| 30 de agosto de 2012 15:15 | Relatório | Placar por quarto: 11–16, 18–14, 8–14, 8–19             |       |                                                                     |  | Basketball Arena, Londres Árbitros: AUS Matt Wells |  |
| 30 de agosto de 2012 15:15 | Relatório | Pts: Sanz Londono 21 Rbts: Sanz Londono 8 Asts: Ipema 4 |       | Pts: Filipski, Balcerowski 18 Rbts: Łuszyński 12 Asts: Łuszyński 12 |  | Basketball Arena, Londres Árbitros: AUS Matt Wells |  |

| 30 de agosto de 2012 20:45 | Relatório | Grã-Bretanha GBR                                        | 72–77 | GER Alemanha                                     | OT | North Greenwich Arena, Londres Árbitros: ESP Juan Urunuela |  |
| 30 de agosto de 2012 20:45 | Relatório | Placar por quarto: 10–21, 17–13, 23–13, 16–19, OT: 6-11 |       |                                                  | OT | North Greenwich Arena, Londres Árbitros: ESP Juan Urunuela |  |
| 30 de agosto de 2012 20:45 | Relatório | Pts: Munn 21 Rbts: Munn 14 Asts: Bywater 9              |       | Pts: Passiwan 26 Rbts: Bienek 11 Asts: Bienek 12 | OT | North Greenwich Arena, Londres Árbitros: ESP Juan Urunuela |  |

| 31 de agosto de 2012 10:45 | Relatório | Alemanha GER                                   | 59–46 | COL Colômbia                                          |  | North Greenwich Arena, Londres Árbitros: CAN Sergio Giordano |  |
| 31 de agosto de 2012 10:45 | Relatório | Placar por quarto: 17–6, 21–8, 9–15, 12–17     |       |                                                       |  | North Greenwich Arena, Londres Árbitros: CAN Sergio Giordano |  |
| 31 de agosto de 2012 10:45 | Relatório | Pts: Wolk 13 Rbts: Passiwan 8 Asts: Passiwan 8 |       | Pts: Hawkins 16 Rbts: Hawkins 19 Asts: Sanz Londono 7 |  | North Greenwich Arena, Londres Árbitros: CAN Sergio Giordano |  |

| 31 de agosto de 2012 10:45 | Relatório | Polônia POL                                           | 78–53 | JPN Japão                                       |  | North Greenwich Arena, Londres Árbitros: ARG Cristian Salguero |  |
| 31 de agosto de 2012 10:45 | Relatório | Placar por quarto: 21–10, 22–10, 21–9, 14–14          |       |                                                 |  | North Greenwich Arena, Londres Árbitros: ARG Cristian Salguero |  |
| 31 de agosto de 2012 10:45 | Relatório | Pts: Filipski 24 Rbts: Łuszyński 17 Asts: Filipski 10 |       | Pts: Fujimoto 18 Rbts: Fujimoto 9 Asts: Kozai 4 |  | North Greenwich Arena, Londres Árbitros: ARG Cristian Salguero |  |

| 31 de agosto de 2012 18:30 | Relatório | Canadá CAN                                      | 70–54 | GBR Grã-Bretanha                                   |  | North Greenwich Arena, Londres Árbitros: GER Max Kindervater |  |
| 31 de agosto de 2012 18:30 | Relatório | Placar por quarto: 20–11, 14–18, 18–7, 18–18    |       |                                                    |  | North Greenwich Arena, Londres Árbitros: GER Max Kindervater |  |
| 31 de agosto de 2012 18:30 | Relatório | Pts: Gurbulak 20 Rbts: Gezinci 12 Asts: Dalay 7 |       | Pts: Choudhry 11 Rbts: Highcock 7 Asts: Orogbemi 5 |  | North Greenwich Arena, Londres Árbitros: GER Max Kindervater |  |

| 1 de setembro de 2012 15:15 | Relatório | Japão JPN                                    | 49–64 | GER Alemanha                                 |  | Basketball Arena, Londres Árbitros: TUR Nureddin Bilmez |  |
| 1 de setembro de 2012 15:15 | Relatório | Placar por quarto: 18–14, 7–13, 13–11, 11–26 |       |                                              |  | Basketball Arena, Londres Árbitros: TUR Nureddin Bilmez |  |
| 1 de setembro de 2012 15:15 | Relatório | Pts: Fujimoto 13 Rbts: Kozai 8 Asts: Kozai 7 |       | Pts: Köhler 16 Rbts: Böhme 12 Asts: Bienek 8 |  | Basketball Arena, Londres Árbitros: TUR Nureddin Bilmez |  |

| 1 de setembro de 2012 19:00 | Relatório | Grã-Bretanha GBR                               | 81–41 | COL Colômbia                                                       |  | North Greenwich Arena, Londres Árbitros: TPE Shu Fei Hsieh |  |
| 1 de setembro de 2012 19:00 | Relatório | Placar por quarto: 25–13, 21–8, 18–11, 17–9    |       |                                                                    |  | North Greenwich Arena, Londres Árbitros: TPE Shu Fei Hsieh |  |
| 1 de setembro de 2012 19:00 | Relatório | Pts: Bywater 21 Rbts: Sagar 11 Asts: Bywater 8 |       | Pts: Sanz Londoño 14 Rbts: Hawkins 12 Asts: Leep Ipema, Chaparro 3 |  | North Greenwich Arena, Londres Árbitros: TPE Shu Fei Hsieh |  |

| 1 de setembro de 2012 21:15 | Relatório | Canadá CAN                                          | 83–65 | POL Polônia                                                    |  | North Greenwich Arena, Londres Árbitros: AUS Phil Haines |  |
| 1 de setembro de 2012 21:15 | Relatório | Placar por quarto: 16–18, 23–17, 18–12, 26–18       |       |                                                                |  | North Greenwich Arena, Londres Árbitros: AUS Phil Haines |  |
| 1 de setembro de 2012 21:15 | Relatório | Pts: Anderson 34 Rbts: Anderson 9 Asts: Anderson 12 |       | Pts: Filipski 20 Rbts: Łuszyński 7 Asts: Filipski, Łuszyński 7 |  | North Greenwich Arena, Londres Árbitros: AUS Phil Haines |  |

| 2 de setembro de 2012 10:45 | Relatório | Colômbia COL                                                         | 49–63 | JPN Japão                                               |  | North Greenwich Arena, Londres Árbitros: ESP Juan Uruñuela |  |
| 2 de setembro de 2012 10:45 | Relatório | Placar por quarto: 14-22, 11-13, 8-13, 16-15                         |       |                                                         |  | North Greenwich Arena, Londres Árbitros: ESP Juan Uruñuela |  |
| 2 de setembro de 2012 10:45 | Relatório | Pts: Sanz Londoño 14 Rbts: Hawkins 17 Asts: Sanz Londoño, Chaparro 5 |       | Pts: Fujimoto 27 Rbts: Fujimoto 14 Asts: Fujii, Kozai 7 |  | North Greenwich Arena, Londres Árbitros: ESP Juan Uruñuela |  |

| 2 de setembro de 2012 15:15 | Relatório | Alemanha GER                                       | 66–73 | CAN Canadá                                           |  | Basketball Arena, Londres Público: AUS Matt Wells |  |
| 2 de setembro de 2012 15:15 | Relatório | Placar por quarto: 18-17, 10-19, 19-17, 19-20      |       |                                                      |  | Basketball Arena, Londres Público: AUS Matt Wells |  |
| 2 de setembro de 2012 15:15 | Relatório | Pts: Passiwan 29 Rbts: Passiwan 8 Asts: Passiwan 8 |       | Pts: Anderson 25 Rbts: Anderson 15 Asts: Anderson 12 |  | Basketball Arena, Londres Público: AUS Matt Wells |  |

| 2 de setembro de 2012 18:30 | Relatório | Polônia POL                                           | 58–87 | GBR Grã-Bretanha                           |  | Basketball Arena, Londres Árbitros: BRA Rui Marques |  |
| 2 de setembro de 2012 18:30 | Relatório | Placar por quarto: 10-22, 14-23, 19-25, 15-17         |       |                                            |  | Basketball Arena, Londres Árbitros: BRA Rui Marques |  |
| 2 de setembro de 2012 18:30 | Relatório | Pts: Balcerowski 11 Rbts: Filipski 7 Asts: Filipski 5 |       | Pts: Bywater 22 Rbts: Sagar 8 Asts: Hall 6 |  | Basketball Arena, Londres Árbitros: BRA Rui Marques |  |

| 3 de setembro de 2012 10:45 | Relatório | Canadá CAN                                     | 68–42 | COL Colômbia                                          |  | Arena O2, Londres Árbitros: AUS Philip Haines |  |
| 3 de setembro de 2012 10:45 | Relatório | Placar por quarto: 21-8, 21-16, 13-4, 13-14    |       |                                                       |  | Arena O2, Londres Árbitros: AUS Philip Haines |  |
| 3 de setembro de 2012 10:45 | Relatório | Pts: Durepos 18 Rbts: Johnson 6 Asts: Hedges 6 |       | Pts: Hawkins 12 Rbts: Sanz Londoño 9 Asts: Chaparro 6 |  | Arena O2, Londres Árbitros: AUS Philip Haines |  |

| 3 de setembro de 2012 15:15 | Relatório | Japão JPN                                              | 55–71 | GBR Grã-Bretanha                                      |  | North Greenwich Arena, Londres Árbitros: AUS Matt Wells |  |
| 3 de setembro de 2012 15:15 | Relatório | Placar por quarto: 14-25, 10-21, 13-14, 18-11          |       |                                                       |  | North Greenwich Arena, Londres Árbitros: AUS Matt Wells |  |
| 3 de setembro de 2012 15:15 | Relatório | Pts: Fujimoto 20 Rbts: Kozai, Fujimoto 5 Asts: Kozai 7 |       | Pts: Bywater 19 Rbts: Munn 9 Asts: Bywater, Pollock 5 |  | North Greenwich Arena, Londres Árbitros: AUS Matt Wells |  |

| 3 de setembro de 2012 20:45 | Relatório | Alemanha GER                                            | 73–63 | POL Polônia                                           |  | Basketball Arena, Londres Árbitros: ESP Juan Uruñuela |  |
| 3 de setembro de 2012 20:45 | Relatório | Placar por quarto: 11-15, 18-22, 15-14, 29-12           |       |                                                       |  | Basketball Arena, Londres Árbitros: ESP Juan Uruñuela |  |
| 3 de setembro de 2012 20:45 | Relatório | Pts: Haller 17 Rbts: Bienek 10 Asts: Passiwan, Bienek 6 |       | Pts: Filipski 27 Rbts: Luszynski 10 Asts: Luszynski 8 |  | Basketball Arena, Londres Árbitros: ESP Juan Uruñuela |  |

## Fase eliminatória

### Decisão pelo 11º lugar
| 5 de setembro de 2012 8:30 | Relatório | África do Sul RSA                            | 36–83 | COL Colômbia                                               |  | North Greenwich Arena, Londres Árbitros: AUS Philip Haines |  |
| 5 de setembro de 2012 8:30 | Relatório | Placar por quarto: 11-18, 7-19, 4-22, 14-24  |       |                                                            |  | North Greenwich Arena, Londres Árbitros: AUS Philip Haines |  |
| 5 de setembro de 2012 8:30 | Relatório | Pts: Nortje 14 Rbts: Nortje 7 Asts: Nortje 4 |       | Pts: Sanz Londoño 30 Rbts: Hawkins 16 Asts: Sanz Londoño 6 |  | North Greenwich Arena, Londres Árbitros: AUS Philip Haines |  |

### Decisão pelo 9º lugar
| 5 de setembro de 2012 10:45 | Relatório | Itália ITA                                           | 60–64 | JPN Japão                                            |  | North Greenwich Arena, Londres Árbitros: ARG Mati Quintana |  |
| 5 de setembro de 2012 10:45 | Relatório | Placar por quarto: 13-20, 18-18, 14-15, 15-11        |       |                                                      |  | North Greenwich Arena, Londres Árbitros: ARG Mati Quintana |  |
| 5 de setembro de 2012 10:45 | Relatório | Pts: Cavagnini 31 Rbts: Cavagnini 6 Asts: Raimondi 5 |       | Pts: Masubuchi 14 Rbts: Fujimoto 10 Asts: Fujimoto 5 |  | North Greenwich Arena, Londres Árbitros: ARG Mati Quintana |  |

### Fase final
|  | Quartas de final | Quartas de final   | Quartas de final   |            |              | Semifinais       | Semifinais          | Semifinais          |                     |  | Final | Final            | Final |
|  |                  |                    |                    |            |              |                  |                     |                     |                     |  |       |                  |       |
|  | A1               | AUS Austrália      | 76                 |            |              |                  |                     |                     |                     |  |       |                  |       |
|  | B4               | POL Polônia        | 53                 |            |              |                  |                     |                     |                     |  |       |                  |       |
|  | B4               | POL Polônia        | 53                 |            | A1           | AUS Austrália    | 72                  |                     |                     |  |       |                  |       |
|  |                  |                    |                    |            | A1           | AUS Austrália    | 72                  |                     |                     |  |       |                  |       |
|  |                  | A3                 | USA Estados Unidos | 63         |              |                  |                     |                     |                     |  |       |                  |       |
|  | B2               | A3                 | USA Estados Unidos | 63         | GER Alemanha | 46               |                     |                     |                     |  |       |                  |       |
|  | B2               |                    |                    |            | GER Alemanha | 46               |                     |                     |                     |  |       |                  |       |
|  | A3               | USA Estados Unidos | 53                 |            |              |                  |                     |                     |                     |  |       |                  |       |
|  |                  |                    |                    |            |              |                  |                     |                     |                     |  | A1    | AUS Austrália    | 58    |
|  |                  |                    | B1                 | CAN Canadá | 64           |                  |                     |                     |                     |  |       |                  |       |
|  | A2               | TUR Turquia        | 70                 |            |              |                  |                     |                     |                     |  |       |                  |       |
|  | B3               | GBR Grã-Bretanha   | 75                 |            |              |                  |                     |                     |                     |  |       |                  |       |
|  | B3               | GBR Grã-Bretanha   | 75                 |            | B3           | GBR Grã-Bretanha | 52                  |                     |                     |  |       |                  |       |
|  |                  |                    |                    |            | B3           | GBR Grã-Bretanha | 52                  |                     |                     |  |       |                  |       |
|  |                  | B1                 | JPN Japão          | 69         |              |                  | Disputa pelo bronze | Disputa pelo bronze | Disputa pelo bronze |  |       |                  |       |
|  | B1               | CAN Canadá         | 77                 |            |              |                  | A3                  | USA Estados Unidos  | 61                  |  |       |                  |       |
|  | A4               | ESP Espanha        | 51                 |            |              |                  |                     |                     |                     |  | B3    | GBR Grã-Bretanha | 46    |

### Fase de consolação
|  | Disputa pelo 5º-8º lugar | Disputa pelo 5º-8º lugar | Disputa pelo 5º-8º lugar |  |  | Disputa pelo 5º lugar | Disputa pelo 5º lugar | Disputa pelo 5º lugar |
|  |                          |                          |                          |  |  |                       |                       |                       |
|  | B4                       | POL Polônia              | 66                       |  |  |                       |                       |                       |
|  | B2                       | GER Alemanha             | 81                       |  |  |                       |                       |                       |
|  |                          |                          |                          |  |  | B2                    | GER Alemanha          | 48                    |
|  |                          |                          |                          |  |  | A4                    | ESP Espanha           | 67                    |
|  | A2                       | TUR Turquia              | 78                       |  |  |                       |                       |                       |
|  | A4                       | ESP Espanha              | 86                       |  |  | Disputa pelo 7º lugar | Disputa pelo 7º lugar | Disputa pelo 7º lugar |
|  |                          |                          |                          |  |  | B4                    | POL Polônia           | 74                    |
|  |                          |                          |                          |  |  | B2                    | TUR Turquia           | 76                    |

#### Quartas de final
| 5 de setembro de 2012 13:00 | Relatório | Alemanha GER                                          | 46–57 | USA Estados Unidos                                   |  | North Greenwich Arena, Londres Árbitros: GBR Christopher Gregory |  |
| 5 de setembro de 2012 13:00 | Relatório | Placar por quarto: 11-14, 17-11, 9-12, 9-20           |       |                                                      |  | North Greenwich Arena, Londres Árbitros: GBR Christopher Gregory |  |
| 5 de setembro de 2012 13:00 | Relatório | Pts: Bienek 18 Rbts: Bienek 13 Asts: três jogadores 3 |       | Pts: três jogadores 10 Rbts: Turek 8 Asts: Schulte 6 |  | North Greenwich Arena, Londres Árbitros: GBR Christopher Gregory |  |

| 5 de setembro de 2012 15:15 | Relatório | Turquia TUR                                      | 70–75 | GBR Grã-Bretanha                                 |  | North Greenwich Arena, Londres Árbitros: ESP Juan Uruñuela |  |
| 5 de setembro de 2012 15:15 | Relatório | Placar por quarto: 14-16, 16-16, 15-22, 25-21    |       |                                                  |  | North Greenwich Arena, Londres Árbitros: ESP Juan Uruñuela |  |
| 5 de setembro de 2012 15:15 | Relatório | Pts: Gürbulak 28 Rbts: Ercan 10 Asts: Gürbulak 9 |       | Pts: Bywater 23 Rbts: Pollock 9 Asts: Bywater 13 |  | North Greenwich Arena, Londres Árbitros: ESP Juan Uruñuela |  |

| 5 de setembro de 2012 19:00 | Relatório | Canadá CAN                                                   | 77–51 | ESP Espanha                                                          |  | North Greenwich Arena, Londres Árbitros: AUS Matt Wells |  |
| 5 de setembro de 2012 19:00 | Relatório | Placar por quarto: 25-12, 18-13, 14-16, 20-10                |       |                                                                      |  | North Greenwich Arena, Londres Árbitros: AUS Matt Wells |  |
| 5 de setembro de 2012 19:00 | Relatório | Pts: Anderson 16 Rbts: Anderson 14 Asts: Durepos, Anderson 6 |       | Pts: García Moreno 16 Rbts: Zarzuela Beltrán 6 Asts: García Moreno 5 |  | North Greenwich Arena, Londres Árbitros: AUS Matt Wells |  |

| 5 de setembro de 2012 21:15 |                                                  | Austrália AUS | 76–53                                                                       | POL Polônia |  | North Greenwich Arena, Londres Árbitros: CAN Sergio Giordano |  |
| 5 de setembro de 2012 21:15 | Placar por quarto: 26-11, 13-17, 21-18, 16-7     |               |                                                                             |             |  | North Greenwich Arena, Londres Árbitros: CAN Sergio Giordano |  |
| 5 de setembro de 2012 21:15 | Pts: Ness 26 Rbts: Norris, Ness 5 Asts: Eveson 6 |               | Pts: Mateusz Filipski 26 Rbts: Mateusz Filipski 10 Asts: Mateusz Filipski 8 |             |  | North Greenwich Arena, Londres Árbitros: CAN Sergio Giordano |  |

#### Disputa pelo 5º-8º lugar
| 7 de setembro de 2012 13:00 | Relatório | Polônia POL                                            | 66–81 | Alemanha GER                                      |  | North Greenwich Arena, Londres Árbitros: CAN Sébastien Gauthier |  |
| 7 de setembro de 2012 13:00 | Relatório | Placar por quarto: 17-18, 16-24, 15-20, 18-19          |       |                                                   |  | North Greenwich Arena, Londres Árbitros: CAN Sébastien Gauthier |  |
| 7 de setembro de 2012 13:00 | Relatório | Pts: Filipski 31 Rbts: Balcerowski 9 Asts: Luszynski 9 |       | Pts: Passiwan 30 Rbts: Passiwan 10 Asts: Haller 8 |  | North Greenwich Arena, Londres Árbitros: CAN Sébastien Gauthier |  |

| 7 de setembro de 2012 15:15 | Relatório | Turquia TUR                                               | 78–86 | ESP Espanha                                                      | OT | North Greenwich Arena, Londres Árbitros: GBR Christopher Gregory |  |
| 7 de setembro de 2012 15:15 | Relatório | 'Placar por quarto: 21-18, 16-22, 12-12, 19-16, OT: 10-18 |       |                                                                  | OT | North Greenwich Arena, Londres Árbitros: GBR Christopher Gregory |  |
| 7 de setembro de 2012 15:15 | Relatório | Pts: Gürbulak, Gümüş 24 Rbts: Gümüş 9 Asts: Gürbulak 9    |       | Pts: de Paz Pazo 24 Rbts: de Paz Pazo 12 Asts: García Pereiro 10 | OT | North Greenwich Arena, Londres Árbitros: GBR Christopher Gregory |  |

### Disputa pelo 7º lugar
| 8 de setembro de 2012 13:00 | Relatório | Polônia POL                                              | 74–76 | TUR Turquia                                   |  | North Greenwich Arena, Londres Árbitros: GER Carsten Rehling |  |
| 8 de setembro de 2012 13:00 | Relatório | Placar por quarto: 14-12, 21-22, 20-21, 19-21            |       |                                               |  | North Greenwich Arena, Londres Árbitros: GER Carsten Rehling |  |
| 8 de setembro de 2012 13:00 | Relatório | Pts: Filipski 28 Rbts: Mosler 11 Asts: [Mateusz Filipski |       | Pts: Gümüş 30 Rbts: Gümüş 9 Asts: Gürbulak 13 |  | North Greenwich Arena, Londres Árbitros: GER Carsten Rehling |  |

### Disputa pelo 5º lugar
| 8 de setembro de 2012 15:15 | Relatório | Alemanha GER                                  | 48–67 | ESP Espanha                                                 |  | North Greenwich Arena, Londres Árbitros: GBR Christopher Gregory |  |
| 8 de setembro de 2012 15:15 | Relatório | 'Placar por quarto: 9-10, 14-16, 12-18, 13-23 |       |                                                             |  | North Greenwich Arena, Londres Árbitros: GBR Christopher Gregory |  |
| 8 de setembro de 2012 15:15 | Relatório | Pts: Bienek 14 Rbts: Bienek 5 Asts: Wolk 10   |       | Pts: de Paz Pazo 17 Rbts: de Paz Pazo 6 Asts: de Paz Pazo 9 |  | North Greenwich Arena, Londres Árbitros: GBR Christopher Gregory |  |

#### Semifinais
| 6 de setembro de 2012 19:00 | Relatório | Grã-Bretanha GBR                                        | 52–69 | CAN Canadá                                          |  | North Greenwich Arena, Londres Árbitros: ARG Mati Quintana |  |
| 6 de setembro de 2012 19:00 | Relatório | Placar por quarto: 16-21, 11-12, 10-24, 15-12           |       |                                                     |  | North Greenwich Arena, Londres Árbitros: ARG Mati Quintana |  |
| 6 de setembro de 2012 19:00 | Relatório | Pts: Orogbemi 14 Rbts: Bywater, Sagar 5 Asts: Pollock 5 |       | Pts: Anderson 17 Rbts: Johnson 14 Asts: Anderson 11 |  | North Greenwich Arena, Londres Árbitros: ARG Mati Quintana |  |

| 6 de setembro de 2012 21:15 | Relatório | Austrália AUS                                 | 72–63 | USA Estados Unidos                                           |  | North Greenwich Arena, Londres Árbitros: ARG Cris Salguero |  |
| 6 de setembro de 2012 21:15 | Relatório | Placar por quarto: 18-8, 17-23, 17-14, 20-18  |       |                                                              |  | North Greenwich Arena, Londres Árbitros: ARG Cris Salguero |  |
| 6 de setembro de 2012 21:15 | Relatório | Pts: Eveson 21 Rbts: Eveson 10 Asts: Norris 8 |       | Pts: Chambers 12 Rbts: Lade, Waller 4 Asts: Serio, Schulte 5 |  | North Greenwich Arena, Londres Árbitros: ARG Cris Salguero |  |

#### Disputa pelo bronze
| 8 de setembro de 2012 19:00 | Relatório | Estados Unidos USA                            | 61–46 | GBR Grã-Bretanha                                  |  | North Greenwich Arena, Londres Árbitros: AUS Matt Wells |  |
| 8 de setembro de 2012 19:00 | Relatório | Placar por quarto: 17-10, 12-10, 10-13, 22-13 |       |                                                   |  | North Greenwich Arena, Londres Árbitros: AUS Matt Wells |  |
| 8 de setembro de 2012 19:00 | Relatório | Pts: Serio 20 Rbts: Scott 8 Asts: Serio 8     |       | Pts: Bywater 14 Rbts: Bywater 12 Asts: Orogbemi 5 |  | North Greenwich Arena, Londres Árbitros: AUS Matt Wells |  |

#### Final
| 8 de setembro de 2012 21:15 | Relatório | Austrália AUS                                 | 58–64 | CAN Canadá                                          |  | North Greenwich Arena, Londres Árbitros: ESP Juan Uruñuela |  |
| 8 de setembro de 2012 21:15 | Relatório | Placar por quarto: 15-14, 12-12, 15-20, 16-18 |       |                                                     |  | North Greenwich Arena, Londres Árbitros: ESP Juan Uruñuela |  |
| 8 de setembro de 2012 21:15 | Relatório | Pts: Norris 19 Rbts: Eveson 8 Asts: Eveson 5  |       | Pts: Anderson 34 Rbts: Anderson 10 Asts: Anderson 8 |  | North Greenwich Arena, Londres Árbitros: ESP Juan Uruñuela |  |

## Classificação final
| Pos.   | País               |
| ------ | ------------------ |
| Ouro   | CAN Canadá         |
| Prata  | AUS Austrália      |
| Bronze | USA Estados Unidos |
| 4      | GBR Grã-Bretanha   |
| 5      | ESP Espanha        |
| 6      | GER Alemanha       |
| 7      | TUR Turquia        |
| 8      | POL Polônia        |
| 9      | JPN Japão          |
| 10     | ITA Itália         |
| 11     | COL Colômbia       |
| 12     | RSA África do Sul  |